# Soichi Noriki
Soichi Noriki  (Japans 野力奏一, Noriki Soichi, Kioto, 20 oktober 1957) is een Japanse fusion- en jazzmuzikant. Hij speelt piano, keyboard en synthesizer en is arrangeur.

## Biografie
Soichi kreeg van zijn vierde tot twaalfde pianoles. In 1974 werd hij lid van de door zijn vader geleide Kyoto Bel-Ami All Stars, in 1977 verhuisde hij naar Tokio waar hij lid was van de groep van George Kawaguchi. Ook trad hij met Toshiyuki Honda's groep Burning Waves, met Terumasa Hino en met Yoshio Suzuki op. Begin jaren 80 speelde hij in de begeleidingsgroep van zangeres Anli Sugano, waarmee hij in 1981 voor het eerst opnames maakte (Show Case). In de jaren erna werkte hij o.m. in de jazz- en fusionscene van Tokio, met Isoo Fukui, Toshiyuki Honda, Takashi Ohi, Yasuko Agawa, Hiroki Miyano, Kohsei Kikuchi, Kimiko Itoh en Eddie Yamamoto. In 1983 kwam hij met een smooth jazz en fusion-soloalbum, Noriki (Eastworld), in 1984 volgde de plaat Dream Cruise. Hij was lid van een groep die geleid werd door Motohiko Hino en Joe Henderson. Vanaf het midden van de jaren 80 speelde hij met Sadao Watanabe, Malta Hidefumi Toki, Chin Suzuki, Kimiko Itoh, Randy Crawford, Sataoshi Takino en Naoko Terai. In de jazz speelde hij tussen 1981 en 2015 mee op 28 opnamesessies, o.m. als begeleider van de zangeressen Keikio Lee (2010) en Miki Yamaoka (One Day Forever (2015), met Benny Golson).